# Hoeve Torreelen

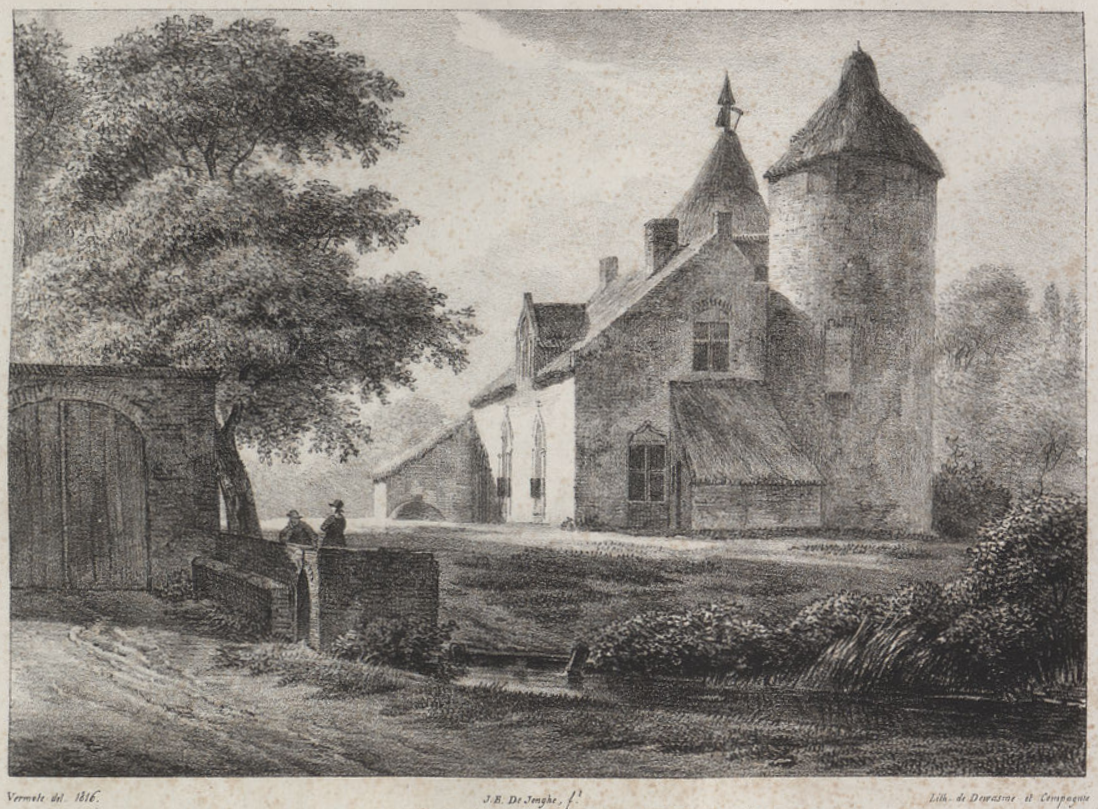
Kasteel Torreelen van voor 1640

Hoeve Torreelen is een historische hoeve en voormalig kasteel in de tot de West-Vlaamse gemeente Veurne behorende plaats Vinkem, gelegen aan Houtemstraat 30.

## Geschiedenis
Aanvankelijk was dit omgrachte gebouw een leenhof van de burcht van Veurne. Het had drie hoge torens. In 1640 woedde er een brand, waarna het complex ingericht werd als boerderij. Twee van de torens werden behouden, zij het dat ze verlaagd werden. Tijdens de Eerste Wereldoorlog werden ze opnieuw lager gemaakt.

## Gebouw
Het terrein van het kasteel was driemaal omgracht en van deze omgrachtingen zijn nog restanten over. De huidige boerenwoning, gelegen op een terp, is omgracht. Restanten van een ruimere gracht omsluiten deels het boerenerf. Van een nog ruimere gracht zijn enkele delen aanwezig. Deze omsloot onder andere ook de boomgaard.
De boerenwoning heeft een L-vormige plattegrond. De westelijke vleugel is van 1640 en de achtergevel ervan is tegen de twee oudere torens aan gebouwd. Deze is onderkelderd. De torens bevatten gewelven. De boerenwoning heeft 17e-eeuwse balken met versieringen. Haaks tegen de boerenwoning bevindt zich een lagere aanbouw, die waarschijnlijk stamt uit de eerste helft van de 19e eeuw.
De bedrijfsgebouwen op het erf hebben mogelijk een 18e-eeuwse kern.